# Gyula Deák
Gyula "Bill" Deák (ur. 8 listopada 1948 w Budapeszcie) – węgierski wokalista bluesowy, określany czasem mianem "króla węgierskiego bluesa".

## Kariera
Deák urodził się 8 listopada 1948 roku w Budapeszcie, w dzielnicy Kőbánya. W wieku 11 lat, prawdopodobnie na skutek błędu w sztuce lekarskiej, musiał mieć amputowaną nogę. W młodości słuchał zespołów The Beatles i The Rolling Stones. Następnie udał się do Miklósa Orszáczkyego i Béli Lakatosa, z którymi zagrał koncert bluesowy po angielsku. Charakterystyczny głos Deáka został dostrzeżony przez nauczycieli opery, którzy próbowali go nakłonić, by został śpiewakiem operowym, na co jednak Deák nie przystał. Ostatecznie zaczął śpiewać w zespole z Kőbánya, Sztár. Następnie był członkiem takich zespołów, jak Napsugár, Wanderers czy Loyd.
Latem 1979 roku wystąpił gościnnie w zespole Hobo Blues Band, a później został stałym członkiem zespołu. Hobo Blues Band śpiewał piosenki The Rolling Stones, The Doors, Jimiego Hendriksa czy Cream przetłumaczone przez László "Hobo" Földesa na węgierski. W 1980 roku zespół zgromadził wielu fanów, a Deák stał się popularnym wokalistą. W 1981 roku wystąpił w zniesionym później przez cenzurę filmie Györgya Szomjasa pt. Kopaszkutya. W 1983 roku wystąpił w operze rockowej Levente Szörényiego i Jánosa Bródyego pt. István, a király, zbierając pozytywne opinie. Później wystąpił także w innych rockoperach, takich jak Itt élned, halnod kell János vitéz czy Jézus Krisztus szupersztár. Tymczasem Hobo Blues Band występowało w licznych domach kultury i na festiwalach, zyskując coraz większą reputację. W 1984 roku zespół wystąpił na popularnym festiwalu Fekete Bárány Fesztivál wspólnie z Beatrice, P. Mobil i AE Bizottság, czym zwiększył jeszcze grono sympatyków. W 1985 roku Deák opuścił zespół.

### Kariera solowa
W 1983 roku wydał pierwszy solowy album, Rossz vér, a w 1986 – Mindhalálig blues. W tym samym roku wraz z Sándorem Bencsikiem (byłym członkiem zespołów  P. Mobil i P. Box) założył zespół Bill és a Box Company. W sumie solowo nagrał siedem albumów studyjnych.

## Dyskografia

### Hobo Blues Band
- Középeurópai Hobo Blues (1980)
- Oly sokáig voltunk lenn (1982)
- Még élünk (1983)
- Vadászat (1984)
- Kopaszkutya (1993)
- Csintalan lányok, rossz fiúk (1994)

### Solo
- Rossz vér (1984)
- Mindhalálig blues (1986)
- Bűnön, börtönön, bánaton túl (1993)
- Bort, bluest, békességet (1999)
- Bill kapitány blues cirkusza (2001)
- Hatvan csapás (2008)
- A Király meséi (2009)

### Koncertowe
- 60. születésnapi jubileumi nagykoncert (2009)

## Nagrody
- 2007 – nagroda Blues Patika Életmű[3]
- 2008 – nagroda  Artisjus Zenei Díj
- 2008 – nagroda Pont FM Életmű[4]
- 2009 – nagroda Fonogram Életmű[5]